# オレクサンドル・ウシク 対 ダニエル・デュボア第2戦
オレクサンドル・ウシク 対 ダニエル・デュボア第2戦（オレクサンドル・ウシク たい ダニエル・デュボアたい2せん）は、2025年7月19日、イングランド・ロンドンのウェンブリーにあるウェンブリー・スタジアムで開催されたプロボクシングの試合。
WBA・WBC・WBO・IBO世界ヘビー級統一王者のオレクサンドル・ウシクとIBF世界ヘビー級王者のダニエル・デュボアが行う4団体王座統一戦。通算で15回目となる4団体王座統一戦となり、ヘビー級は2度目でウシクにとっては3度目となる4団体王座統一戦となった。この試合はDAZNのPPVで放送された。

## 試合までの経緯

### 両者の第1戦及び世界戦まで
2021年6月5日、イギリス・テルフォードのテルフォード・インターナショナル・センターで、デュボアがWBA世界ヘビー級暫定王座決定戦をWBA世界ヘビー級4位のボグダン・ディヌと行い、2回31秒KO勝ちを収め王座を獲得した。
2021年8月25日、WBAは暫定王座を廃止すると共に指名挑戦権を付与する措置を行った為、デュボアはWBA世界ヘビー級暫定王座を失った。
2021年9月25日、ロンドンのトッテナム・ホットスパースタジアムに66,267人の観衆を動員して、ウシクがWBAスーパー・IBF・WBO・IBO世界ヘビー級王者のアンソニー・ジョシュアと対戦し、12回3-0（117-112、115-113、116-112）の判定勝ちを収め2階級制覇を達成した。
2022年6月11日、マイアミのカジノ・マイアミで、デュボアがWBA世界ヘビー級レギュラー王者のトレバー・ブライアンと対戦し、4回1分58秒KO勝ちを収め王座返り咲きに成功した。
2022年8月20日、サウジアラビアのキング・アブドゥッラー・スポーツシティ敷地内にある1万人収容のキング・アブドゥッラー・スポーツシティ・アリーナで、ウシクがアンソニー・ジョシュアとダイレクトリマッチで再戦し、12回判定勝ちを収め、WBAスーパー、IBF、WBO、IBO王座の初防衛に成功し、リングマガジン世界ヘビー級王座も獲得した。
2022年12月3日、ロンドンのトッテナム・ホットスパー・スタジアムにてタイソン・フューリー対デレック・チゾラ第3戦の前座で、デュボアがWBA世界ヘビー級12位のケビン・レレナと対戦し、初回にいきなり3度のダウンを喫するが、2回から巻き返し3回3分TKO勝ちを収め初防衛に成功した。
2023年5月25日、スーパー王者であるウシクとレギュラー王者であるデュボアによるWBA世界ヘビー級団体内王座統一戦の興行権の入札が行われ、デュボアを擁するクィーンズ・ベリー・プロモーションズが5,620,050ドルで入札したのに対し、ウシクを擁するK2プロモーションズが8,057,000ドルで落札し、これによりウシクは落札額の75％にあたる6,042,750ドル（約8億9千万円）、デュボアは25％にあたる2,014,250ドル（約2億9千万円）のファイトマネーを受け取ることになった。
2023年8月26日、ポーランドのタルチェンスキ・アリーナでウシクとデュボアによる団体内王座統一戦が行われ、ウシクが9回1分48秒KO勝ちを収め、WBAスーパー・IBF・WBO・IBO王座の2度目の防衛に成功した。しかし、5回にデュボアがウシクのトランクスのベルトラインに放ったローブローがボディブローだったとする声が挙がり、試合後にデュボアのプロモーターであるフランク・ウォーレンがレフェリーの判断ミスでありローブローではなかったとして、WBAに対して試合結果をノーコンテストに変更し、即時の再戦を命じるよう提訴した。
2023年10月12日、WBAはデュボア陣営の試合結果のノーコンテストへの変更及び即時の再戦を求めていた提訴を却下した。
2024年5月18日、サウジアラビア・リヤドのキングダム・アリーナで、ウシクがWBC世界ヘビー級王者タイソン・フューリーと4団体王座統一戦を行い、12回2-1（115-112、113-114、114-113）の判定勝ちを収め、ヘビー級史上初となる主要4団体王座統一に成功するとともに、この試合のために特別に用意されたアンディスピューテッド王座も獲得し、テレンス・クロフォードと井上尚弥に次いで史上3人目、女子を含めると史上5人目となる2階級での主要4団体王座統一に成功した。
2024年6月1日、キングダム・アリーナで、デュボアがIBF世界ヘビー級1位のフィリップ・フルゴビッチとIBF世界ヘビー級暫定王座決定戦を行い、8回54秒TKO勝ちを収め暫定ながら世界王座に返り咲いた。当初はIBF世界ヘビー級挑戦者決定戦として行われる予定だったが、王者のウシクがIBFに例外の申請を行ったことに伴い、IBFが試合2日前の同年5月30日に暫定王座決定戦として急遽承認したことを発表した。
2024年6月25日、ウシクがIBF世界ヘビー級王座を返上。IBFはデュボアを同日付で暫定王者から正規王者に昇格させた。ウシクは26日に自身のSNSで動画をアップし、9月21にIBF王座を争うデュボアとアンソニー・ジョシュアに対し、「アンソニー、ダニエル、聞いてくれ。IBFのベルトは君たちにとって大切なものだろう。9月21日用にプレゼントしてやる。世界は強者を愛している。君たちの友人で、無敗の世界ヘビー級チャンピオン、ウシクより」と若干挑発的な口調でメッセージした。
2024年9月21日、ロンドンのウェンブリー・スタジアムで、デュボアがIBF世界ヘビー級3位のアンソニー・ジョシュアと対戦。試合前のオッズでデュボアは圧倒的不利と目されていたが、初回からダウンを奪うなど圧倒し、最後はカウンターの右ストレートで番狂わせとなる5回59秒KO勝ちを収め初防衛に成功した。
2024年12月21日、キングダム・アリーナで、ウシクがタイソン・フューリーとダイレクトリマッチで再戦し、12回3-0（116-112×3）の判定勝ちを収め、4度目のWBAスーパー・WBO王座防衛、WBC王座の初防衛に成功した。試合後リング上でウシクがインタビューを受けていると、デュボアがマイクを持って乱入し、「よくやった」とウシクを称えつつ、「前回は（勝利を）略奪された。ウシク！　俺にリベンジさせろ。リベンジさせるんだウシク」と目の前で再戦を要求した。

### 対戦決定後の概要から試合まで
2025年4月15日、ウシクとデュボアの再戦が2025年7月12日にウェンブリー・スタジアムで開催される事になったとリング誌が報じた。
2025年4月25日、ウシクとデュボア再戦が2025年7月19日にウェンブリー・スタジアムで世界ヘビー級4団体王座統一戦として行われる事が正式に発表された。
2025年4月29日、ウシクとデュボアによる世界ヘビー級4団体王座統一戦のの発表記者会見が行われた。デュボアは第1戦を振り返りながら、「あの間違いを正し、この論争を終わらせるチャンスを得た。今はいろいろなウワサが飛び交っているが、彼を眠りにつかせるのが待ちきれない」とし「準備万端だ。血みどろの戦いになるだろう」とコメントし、ウシクは「こういう人たちのことは考えていない。それは問題ではない。これは私の道だ」とベルト統一を見据えていた。
2025年7月17日、最終記者会見が行われた。この会見でウシクはデュボアに対し、「私はこの若者を尊敬している」とし、年齢が11歳も離れていることに「デュボアはやる気満々だけど、私も同じだ。私は年寄りではない。38歳は年寄りじゃない。どうなるか見てみよう」と語り、「デュボアは成長したと思うし、今ではチャンピオンベルトも持っている」としながらも「でも私もずっと同じ場所にとどまっているわけじゃない。自分自身も成長してきたんだ」と自信を示した。
2025年7月18日、前日計量が行われ、ウシクは227.2ポンド（103.06kg）、デュボアは243.8ポンド（110.59kg）で計量をパスした。
2025年7月19日、ウェンブリー・スタジアムで行われたたWBAスーパー・WBC・IBF・WBO世界ヘビー級王座統一戦に於いて、ウシクが5回1分52秒KO勝ちを収め、5度目のWBAスーパー・WBO王座防衛、WBC王座の2度目の防衛及び再びIBF王座を獲得し、ヘビー級4団体統一王者に返り咲いた。

## 対戦カード
^Note 1 WBA・WBC・IBF・WBO・IBO世界ヘビー級王座統一戦、リングマガジン世界ヘビー級タイトルマッチ
^Note 2 WBC世界ヘビー級シルバータイトルマッチ
^Note 3 WBAコンチネンタル・IBFインターコンチネンタルライトヘビー級タイトルマッチ、WBOインターナショナルライトヘビー級王座決定戦
^Note 4 ヘビー級10回戦

## 採点表
| 王座：WBA・WBC・IBF・WBO・IBO世界ヘビー級王座統一戦 リングマガジン世界ヘビー級タイトルマッチ | 王座：WBA・WBC・IBF・WBO・IBO世界ヘビー級王座統一戦 リングマガジン世界ヘビー級タイトルマッチ | 王座：WBA・WBC・IBF・WBO・IBO世界ヘビー級王座統一戦 リングマガジン世界ヘビー級タイトルマッチ | 王座：WBA・WBC・IBF・WBO・IBO世界ヘビー級王座統一戦 リングマガジン世界ヘビー級タイトルマッチ | 王座：WBA・WBC・IBF・WBO・IBO世界ヘビー級王座統一戦 リングマガジン世界ヘビー級タイトルマッチ |                                                      | 主審：マイケル・グリフィン（WBC）                    | 主審：マイケル・グリフィン（WBC）                    | 主審：マイケル・グリフィン（WBC）                    | 主審：マイケル・グリフィン（WBC）                    | 主審：マイケル・グリフィン（WBC）                                                                |                                                                                                  | 立会人：                                                                                         | 立会人：                                                                                         | 立会人：                                                                                         | 立会人： | 立会人： |
| 開催日：2025年7月19日                                                                        | 開催日：2025年7月19日                                                                        | 開催日：2025年7月19日                                                                        | 開催日：2025年7月19日                                                                        | 開催日：2025年7月19日                                                                        | 会場：イングランドロンドン・ウェンブリー・スタジアム | 会場：イングランドロンドン・ウェンブリー・スタジアム | 会場：イングランドロンドン・ウェンブリー・スタジアム | 会場：イングランドロンドン・ウェンブリー・スタジアム | 会場：イングランドロンドン・ウェンブリー・スタジアム | 主催：クィーンズ・ベリー・プロモーションズ ウシク・ボクシング・プロモーションズ リヤド・シーズン | 主催：クィーンズ・ベリー・プロモーションズ ウシク・ボクシング・プロモーションズ リヤド・シーズン | 主催：クィーンズ・ベリー・プロモーションズ ウシク・ボクシング・プロモーションズ リヤド・シーズン | 主催：クィーンズ・ベリー・プロモーションズ ウシク・ボクシング・プロモーションズ リヤド・シーズン | 主催：クィーンズ・ベリー・プロモーションズ ウシク・ボクシング・プロモーションズ リヤド・シーズン |          |          |
| オレクサンドル・ウシク                                                                       | オレクサンドル・ウシク                                                                       | 対                                                                                           | ダニエル・デュボア                                                                           | ダニエル・デュボア                                                                           | オレクサンドル・ウシク                               | オレクサンドル・ウシク                               | 対                                                   | ダニエル・デュボア                                   | ダニエル・デュボア                                   | オレクサンドル・ウシク                                                                           | オレクサンドル・ウシク                                                                           | 対                                                                                               | ダニエル・デュボア                                                                               | ダニエル・デュボア                                                                               |          |          |
| RS                                                                                           | TS                                                                                           | 回                                                                                           | TS                                                                                           | RS                                                                                           | RS                                                   | TS                                                   | 回                                                   | TS                                                   | RS                                                   | RS                                                                                               | TS                                                                                               | 回                                                                                               | TS                                                                                               | RS                                                                                               |          |          |
| 10                                                                                           |                                                                                              | 1                                                                                            |                                                                                              | 9                                                                                            |                                                      | 10                                                   |                                                      | 1                                                    |                                                      | 9                                                                                                |                                                                                                  | 10                                                                                               |                                                                                                  | 1                                                                                                |          | 9        |
| 10                                                                                           | 20                                                                                           | 2                                                                                            | 19                                                                                           | 9                                                                                            | 10                                                   | 20                                                   | 2                                                    | 19                                                   | 9                                                    | 10                                                                                               | 20                                                                                               | 2                                                                                                | 19                                                                                               | 9                                                                                                |          |          |
| 9                                                                                            | 29                                                                                           | 3                                                                                            | 29                                                                                           | 10                                                                                           | 10                                                   | 30                                                   | 3                                                    | 28                                                   | 9                                                    | 9                                                                                                | 29                                                                                               | 3                                                                                                | 29                                                                                               | 10                                                                                               |          |          |
| 10                                                                                           | 39                                                                                           | 4                                                                                            | 38                                                                                           | 9                                                                                            | 10                                                   | 40                                                   | 4                                                    | 37                                                   | 9                                                    | 10                                                                                               | 39                                                                                               | 4                                                                                                | 38                                                                                               | 9                                                                                                |          |          |
| 計                                                                                           |                                                                                              | –                                                                                            |                                                                                              | 計                                                                                           |                                                      | 計                                                   |                                                      | –                                                    |                                                      | 計                                                                                               |                                                                                                  | 計                                                                                               |                                                                                                  | –                                                                                                |          | 計       |
| 副審：マイク・ロス（4団体及びIBO）                                                           | 副審：マイク・ロス（4団体及びIBO）                                                           | 副審：マイク・ロス（4団体及びIBO）                                                           | 副審：マイク・ロス（4団体及びIBO）                                                           | 副審：マイク・ロス（4団体及びIBO）                                                           | 副審：ベノイト・ロウジル（4団体及びIBO）             | 副審：ベノイト・ロウジル（4団体及びIBO）             | 副審：ベノイト・ロウジル（4団体及びIBO）             | 副審：ベノイト・ロウジル（4団体及びIBO）             | 副審：ベノイト・ロウジル（4団体及びIBO）             | 副審：パトリック・マーレイ（4団体及びIBO）                                                       | 副審：パトリック・マーレイ（4団体及びIBO）                                                       | 副審：パトリック・マーレイ（4団体及びIBO）                                                       | 副審：パトリック・マーレイ（4団体及びIBO）                                                       | 副審：パトリック・マーレイ（4団体及びIBO）                                                       |          |          |
| 処分：無し                                                                                   | 処分：無し                                                                                   | 処分：無し                                                                                   | 処分：無し                                                                                   | 処分：無し                                                                                   | 減点：無し                                           | 減点：無し                                           | 減点：無し                                           | 減点：無し                                           | 減点：無し                                           | 結果：ウシクの5回1分52秒KO勝ち                                                                   | 結果：ウシクの5回1分52秒KO勝ち                                                                   | 結果：ウシクの5回1分52秒KO勝ち                                                                   | 結果：ウシクの5回1分52秒KO勝ち                                                                   | 結果：ウシクの5回1分52秒KO勝ち                                                                   |          |          |

## 試合の詳細

### ファイトマネー
スペイン紙「マルカ」は、ウシクとデュボアの対戦報酬の総額は1億5000万ポンド（約298億5000万円）になると報じ、その上で「無敗の王者ウシクは東欧で半神のような存在としてあがめられている。この試合で9750万ポンド（約194億円）の収入を得る見込み」とし「デュボアはキャリアで最も困難な挑戦を控えている。この再戦で彼は5250万ポンド（約104億5000万円）と巨額報酬を受け取る」と伝えた。両者のファイトマネーには、プロモーターが約束したチケット収入やペイ・パー・ビューによる収益も含まれており、規定数に達しない場合は報酬が減る可能性もあるという。因みにこのイベントの総収入は1億8000万ポンド（約358億2000万円）と見込まれている。同紙は「この戦いはオリンポスの名誉と栄光、そして王位を賭けたものとなる。勝者は誰もが認めるキングになるだろう」と報道した。

### 評価
世界スーパーミドル級4団体統一王者サウル・アルバレスは、オンライン番組に出演した際、ウシクに50万ドル（約7350万円）もベットした事を明らかにした。アルバレスはウシクに大金をつぎ込んだ理由について「ここ5年間、最高の選手を倒し続けている。コンディションも抜群で、素晴らしいテクニックと知性も兼ね備えている。ああいう選手を見ると、私は彼に賭ける。だから、彼に賭けたんだ」と説明し「オレクサンドル、君は自分の仕事をしっかりやってくれ」と要望した。

### ラウンドガール
この試合でラウンドガールを務めたパトリシア・エレナとルクス・ミラ・マッケイは、試合が5回で終了した為メインイベントには2度ずつ登場したのみとなった。しかし、彼女らは「ラウンドガールとしてのキャリアの最高の瞬間よ！」と興奮し、バックヤードでウシクにサインを強請り、マッケイは予備のホットパンツに、エレナはリングでも着用していたパンツにサインを求めた。彼女たちが公開した動画では、パンツを広げるラウンドガールに、ウシクは丁寧に腰の部分にサインを記入。時間をかけて計3枚のパンツにサインを書き込み、立ち去って行った。